# Wierchoprudka
Wierchoprudka (ros. Верхопрудка) – wieś (ros. деревня, trb. dieriewnia) w zachodniej Rosji, w sielsowiecie maszkinskim rejonu konyszowskiego w obwodzie kurskim.

## Geografia
Miejscowość położona jest nad Bieliczką (lewy dopływ Swapy), 4,5 km od centrum administracyjnego sielsowietu (Maszkino), 14,5 km na północny zachód od centrum administracyjnego rejonu (Konyszowka), 69 km na północny zachód od Kurska.
We wsi znajduje się 40 posesji.
Klimat
Miejscowość, jak i cały rejon, znajduje się w strefie klimatu kontynentalnego z łagodnym ciepłym latem i równomiernie rozłożonymi opadami rocznymi (Dfb w klasyfikacji klimatów Köppena).

## Demografia
W 2010 r. wieś zamieszkiwało 21 osób.